# Argostemma teysmannianum
Argostemma teysmannianum är en måreväxtart som beskrevs av Friedrich Anton Wilhelm Miquel. Argostemma teysmannianum ingår i släktet Argostemma och familjen måreväxter.
Artens utbredningsområde är Java. Inga underarter finns listade i Catalogue of Life.